# Замок Войновиці
Замок Войновиці (пол. Zamek Wojnowice, нім. Schloss Wohnwitz) — готично-ренесансний замок на воді — укріплена лицарська резиденція, розташована у селі Войновиці в гміні Менкіня Средського повіту в Нижньосілезькому воєводстві, на відстані близько 25 кілометрів від Вроцлава. Один із небагатьох замків такого типу в Польщі.

## Історія
Войновіце вперше згадуються у джерелах з XIII століття як маєток, пізніше тут існував фільварок. Ймовірно, що лицарську резиденцію тут заснував Йоганн Скопп у XIV столітті. У XV столітті замок належав різним сілезьким родинам, у тому числі фон Шелендорф та фон Кріков. У 1522 році його купив відомий поет Ахатіус Гаунольд, який вже за два роки продав замок вроцлавському міщанину Миколі фон Шебіцу. Новий власник розібрав стару будівлю та впродовж 1515—1530 років здійснював будівництво нового замку у більш сучасному стилі. Після його смерті у 1537 році новим власником замку стала дружина Якуба Бонера — Лукреція. Чоловік перебудував замок для неї у модну ренесансну резиденцію. Після його смерті у 1572 році Лукреція знову вийшла заміж за Андреаса Гертвіга, радника Королівської Сілезької фіскальної палати та зем'янина, який теж здійснював певні роботи на замку. У 1576 році Войновіце ненадовго повернулися у власність родини фон Шебітц. Шістнадцять років потому, їх викупили від Фредеріка фон Шебіца сини Якуба Бонера (Якуб і Себальд). Потому резиденція часто змінювала власників, якими переважно ставали різні сілезькі міщанські родини. Останнім приватним власником у 1940—1945 роках була родина фон Лівоніус. У 1936—1944 роках реконструкцію замку, практично без зміни його зовнішнього вигляду, здійснював німецький архітектор Август Вільгельм Гоґреве. Під час Другої світової війни замок зазнав пошкоджень.
У 1961—1984 роках у замку було проведено реставраційні роботи. З 7 червня 2014 року власником замку є Колегіум Східної Європи імені Яна Новака-Єзьоранського у Вроцлаві, що отримав замок у подарунок від польського Міністерства державної скарбниці. Окрім офісних приміщень Колегіуму, у замку також розміщуються ресторан, конференц-зали та готельні кімнати. З 21 березня 2015 року замок відкрито для відвідування туристами.

## Архітектура
Замок спершу нагадував ззовні підкову, що розташовувалась на прямокутній ділянці розмірами близько 22 × 24 м. З першої половини XVI століття він має вже чотири крила та внутрішній двір. Замок було оточено ровом, а в'їзд до нього здійснювався спершу через підйомний, а пізніше — цегляний міст з північної сторони. Для побудови замку було використано цеглу, лише окремі архітектурні деталі, такі як віконні рами та ренесансний портал з гербами родини Бонерів, було викуто з пісковика. Біля брами розташовується висока вежа, яка в наш час увінчується кренеляжем, натомість крила замку мають щипці сходинками. Двір, в якому знаходиться криниця, оточений аркадами. Зі східної сторони збереглися туалетні еркери.

## Фотогалерея

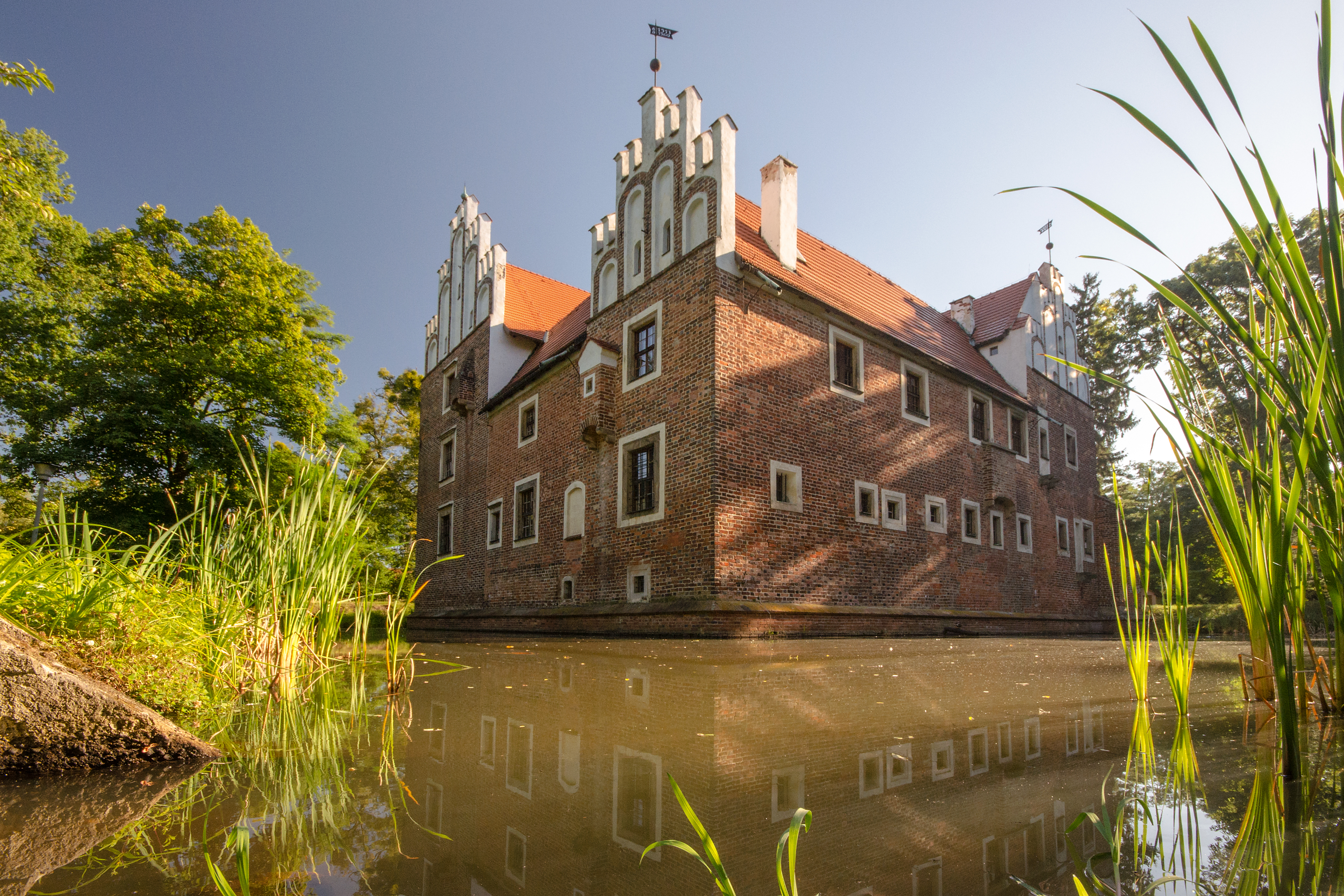
Замковий комплекс
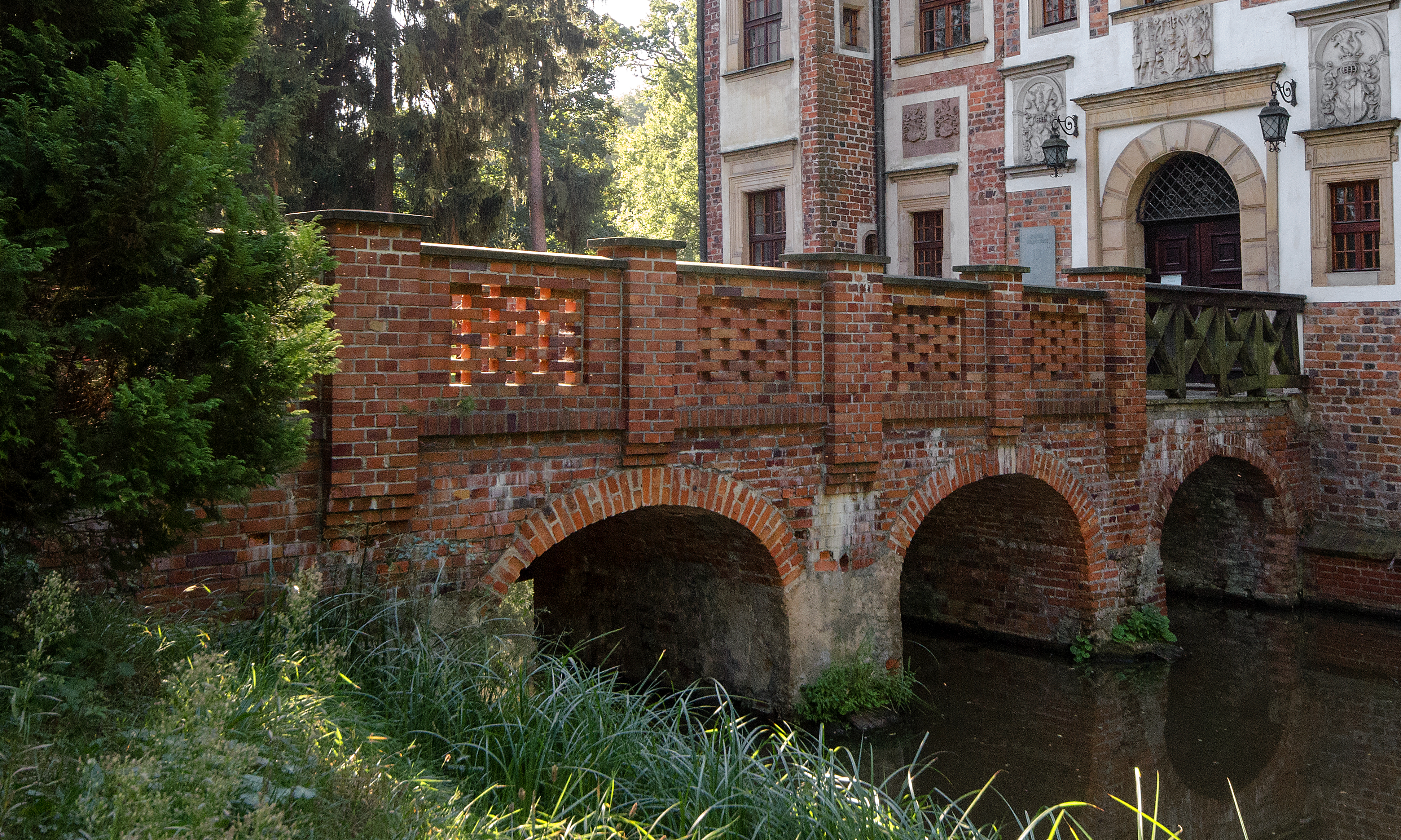
Цегляний міст над ровом
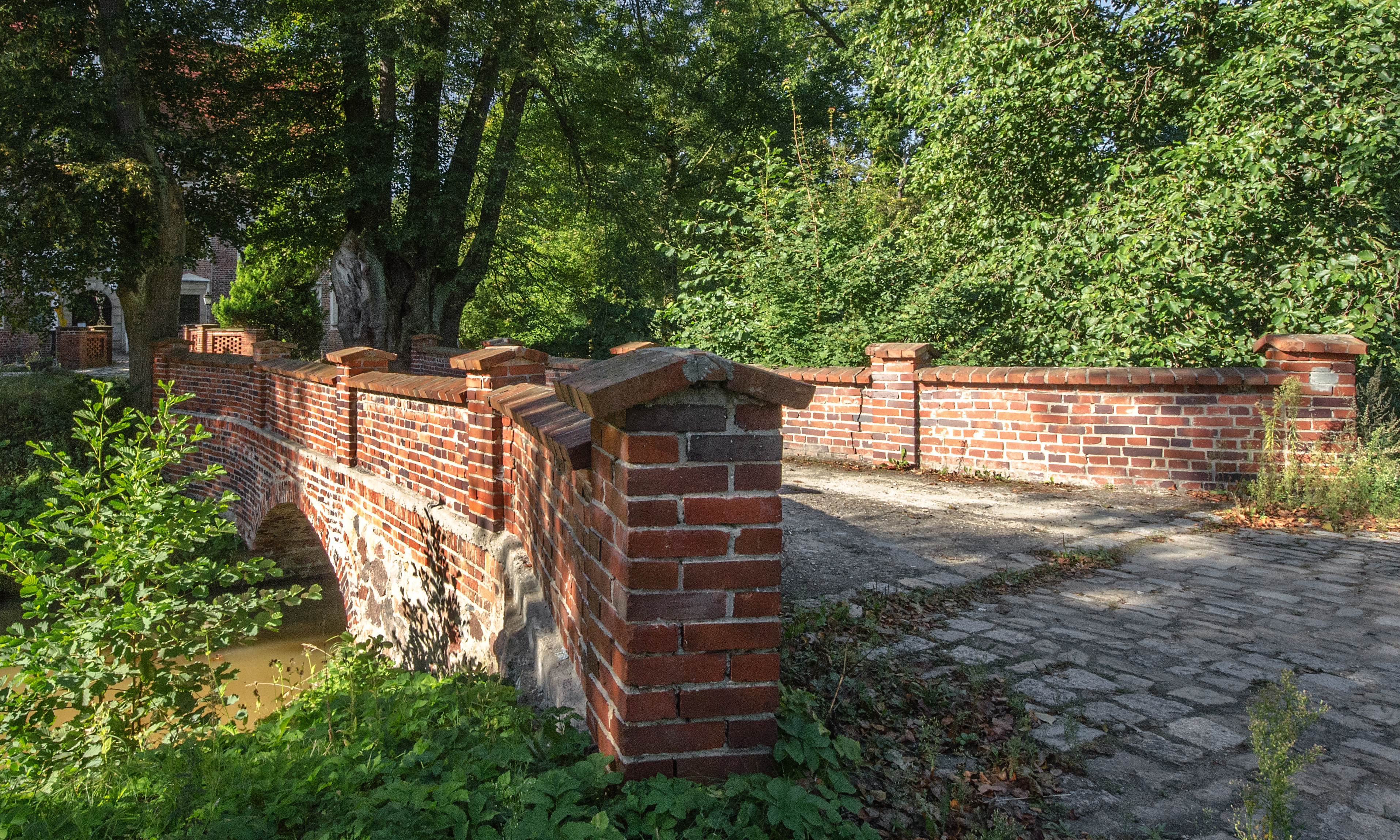
Замковий міст
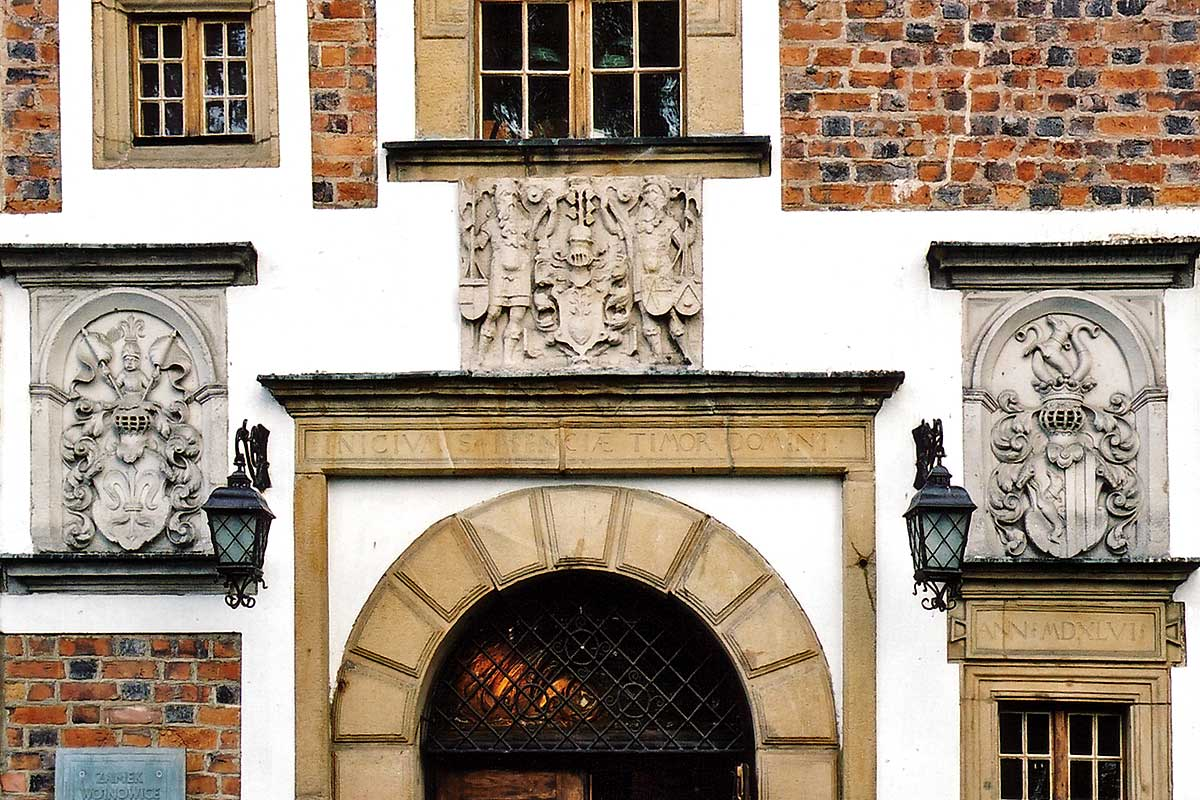
Ренесансний портал з гербами Бонерів
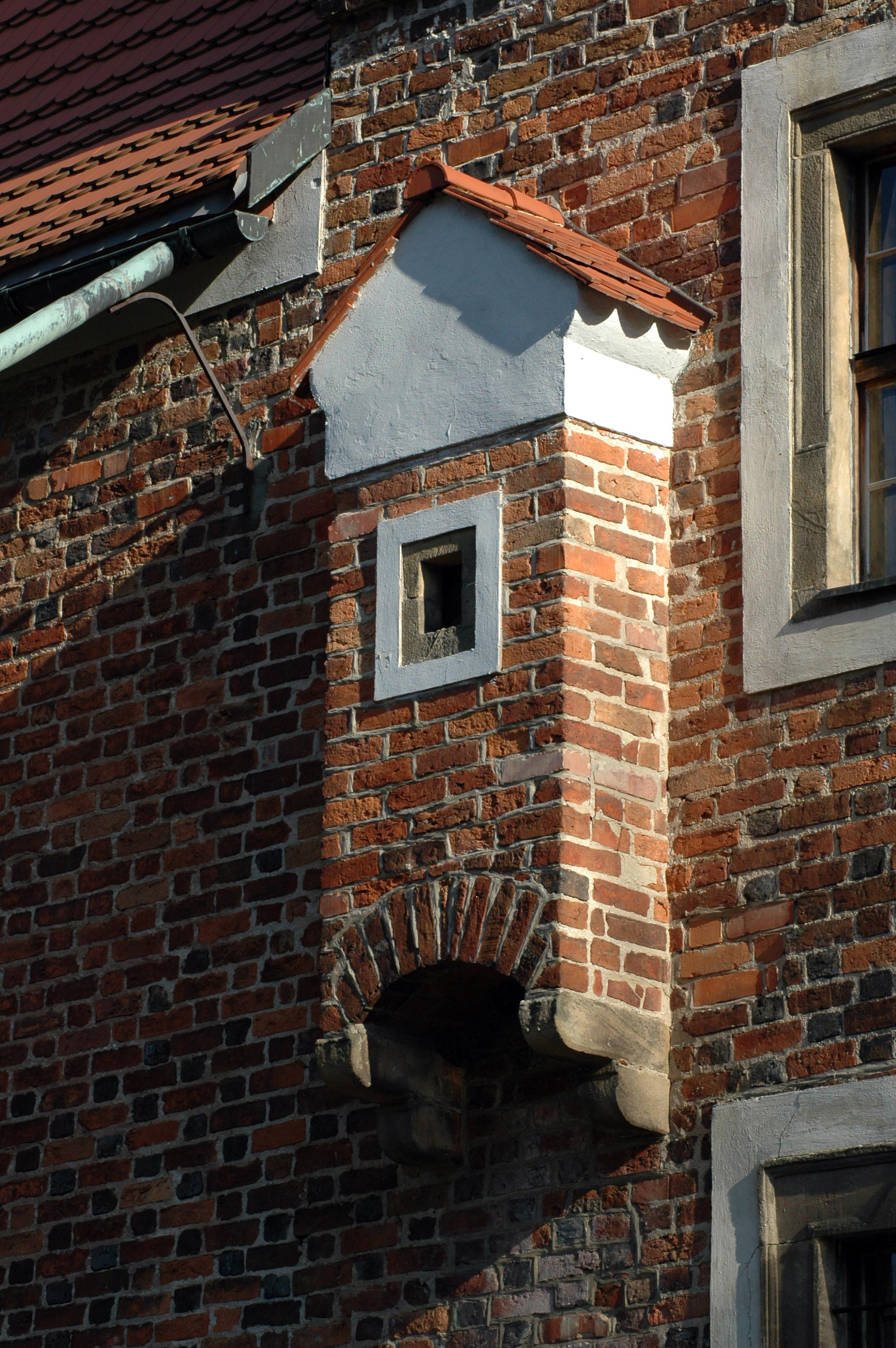
Збережений туалетний еркер